# Споры (народ)
Спорои (греч. Σπόροι) или споры, согласно византийскому ученому Прокопию Кесарийскому (500—560), это старое название антов и склавинов — возможно, двух древнеславянских ветвей.
Прокопий утверждал, что склавины и анты говорили на одном языке, но выводил их общее происхождение не от Венедов (в отличие от Иордана), а от народа, который зовется «Sporoi». Он выводил это название от греческого σπείρω («рассеянные»), потому что «они населяют страну, разбросанно расположив свои жилища».